# Elezioni regionali in Valle d'Aosta del 1998
Le elezioni per il rinnovo dell'XI Conseil de la Vallée / Consiglio Regionale della Valle d'Aosta si sono svolte il 31 maggio 1998. L'affluenza è stata dell'81,9%. A seguito di modifica della legge elettorale del 1960, fu introdotto lo sbarramento al 5,71%.

## Risultati elettorali
| Partiti                                           | voti   | voti (%) | seggi |
| ------------------------------------------------- | ------ | -------- | ----- |
| Union Valdôtaine (UV)                             | 33.311 | 42,57%   | 17    |
| Autonomistes - Autonomisti                        | 10.044 | 12,84%   | 5     |
| Fédération Autonomiste - CCD - CDU                | 7.561  | 9,66%    | 4     |
| Gauche Valdôtaine - Democratici di Sinistra - PSE | 6.455  | 8,25%    | 3     |
| Per la Valle d'Aosta con l'Ulivo                  | 5.323  | 6,80%    | 3     |
| Forza Italia (FI)                                 | 5.088  | 6,50%    | 3     |
| Partito della Rifondazione Comunista (PRC)        | 3.760  | 4,80%    | -     |
| Lega Nord - Val d'Aohta Libra (LN)                | 2.653  | 3,39%    | -     |
| Alleanza Nazionale (AN)                           | 2.237  | 2,86%    | -     |
| Indépendantistes Valdôtaines                      | 828    | 1,06%    | -     |
| Unione Walser Valdostani                          | 569    | 0,73%    | -     |
| Insieme - Ensemble - Zusammen                     | 425    | 0,54%    | -     |
| Totale                                            | 78.254 | 100,00   | 35    |

Fonti: Ministero dell'Interno, ISTAT, Istituto Cattaneo, Consiglio Regionale della Valle d'Aosta